# William Aspley
William Aspley (overleden 1640) was een Londens uitgever uit de tijd van Elizabeth I, Jacobus I en Karel I. Hij was lid van de uitgeverssyndicaten die in 1623 en 1632 de First Folio en Second Folio van Shakespeare uitgaven.

## Carrière
William Aspley, de boekverkoper, was de zoon van ene William Aspley van Royston in Cambridgeshire. Op Kerstmis 1587 begon hij aan een negenjarige opleiding bij George Bishop. De professionele carrière van Aspley was opmerkelijk lang: hij werd een "freeman" (een volwaardig lid) van de Stationers' Company op 4 april 1597 en bleef actief gedurende de komende vier decennia. In 1640, het jaar dat hij stierf, deed hij dienst in het kantoor van de 'Master of the Company'. Zijn winkels waren gevestigd aan het uithangbord van de Tiger's Head en aan het uithangbord van de Parrot, beide in St. Paul's Churchyard. (De Parrot was in hetzelfde blok gevestigd als de winkel van zijn First Folio collega Edward Blount, bij het uithangbord van de Black Bear).

## Shakespeare
De connectie tussen Aspley en de canon van Shakespeare begon in 1600: op 23 augustus van dat jaar registreerden hij en zijn collega-boekverkoper Andrew Wise de toneelstukken Henry IV, Part 2 en Much Ado About Nothing in het Stationers' Register, om zo hun recht van publicatie van de werken te vestigen. Beide toneelstukken werden uitgegeven als aparte quarto's vóór het einde van 1600, gedrukt voor Wise en Aspley door Valentine Simmes. Geen van beide toneelstukken bleek echter een groot succes in gedrukte vorm, vermits ze niet herdrukt werd voor hun opname in de First Folio in 1623.
Er was nog een verband tussen Aspley en Shakespeare: in sommige exemplaren van de eerste uitgave van de Sonnetten van Shakespeare (1609) door Thomas Thorpe staat op de titelpagina "te worden verkocht door William Aspley" te lezen. Toch waren het zijn auteursrechten op twee toneelstukken van Shakespeare die hem het lidmaatschap van het First Folio syndicaat bezorgden. In het begin van de jaren dertig van de 17e eeuw moesten Edward Blount en William en Isaac Jaggard, tijdens de voorbereiding van de publicatie van de First Folio, de rechten van achttien, reeds in druk verschenen toneelstukken van Shakespeare zien te verkrijgen. (Ze hadden moeite met het verwerven van de rechten op Troilus and Cressida, en ze voegden dit stuk vrij laat en ongepagineerd toe in de First Folio.) Als prijs voor zijn rechten werd Aspley, samen met John Smethwick, opgenomen in het syndicaat, als "junior partner". Het is niet bekend of Aspley een actieve rol speelde bij de publicatie van de First Folio, maar hij handhaafde zijn rechten tijdens de publicatie van de Second Folio door Robert Allot in 1632.

## Ander drama
Aspley publiceerde ook een aantal andere toneelstukken uit het Engels renaissancetheater, waaronder:
- A Warning for Fair Women (1599), anoniem;
- Old Fortunatus (1600) van Thomas Dekker;
- The Malcontent van John Marston (1604), twee quarto's;
- Eastward Ho, het beroemde, controversiële stuk (door George Chapman, Ben Jonson en John Marston, twee quarto's, beide uitgegeven in 1605;
- Bussy D'Ambois van George Chapman, de eerste twee quarto's (Q1, 1607; Q2, 1608).

## Andere werken
Natuurlijk publiceerde Aspley een grote verscheidenheid van andere werken tijdens zijn lange loopbaan, van auteurs gaande van Francis Bacon tot José de Acosta. Zoals gebruikelijk voor zijn tijd, gaf hij een overvloedig aanbod van religieuze werken uit. An Exposition of the Last Psalm (1615) van John Boy is er slechts een voorbeeld van. Een merkwaardig item in de catalogus van Apsley was Sebastien Michaelis ' The Admirable History of Possession and Conversion of a Penitent Woman: Seducted by a Magician that Made Her to Become a Witch (1613).